# Macrocoma budura
Macrocoma budura é uma espécie de escaravelho de folha de Arábia Saudita, descrito por Daccordi & Medvedev em 1996.